# 小克尔
小克尔（法語：Kœur-la-Petite，法語發音：[kœʁ la pətit]）是法国默兹省的一个市镇，位于该省中南部，与大克尔相邻，属于科梅尔西区。

## 地理
小克尔（48°51'19"N, 5°29'42"E）面积20.33 平方千米，位于法国大東部大區默兹省，该省份为法国西北部内陆省份，北与比利时接壤，西接马恩省和阿登省，南至上马恩省和孚日省，东临默尔特-摩泽尔省。
与小克尔接壤的市镇（或旧市镇、城区）包括：博德雷蒙、比莱、巴鲁瓦地区库尔塞勒、日梅库尔、默兹河畔昂、大克尔、吕德旺圣米耶勒、桑皮尼、艾尔河畔维洛特。

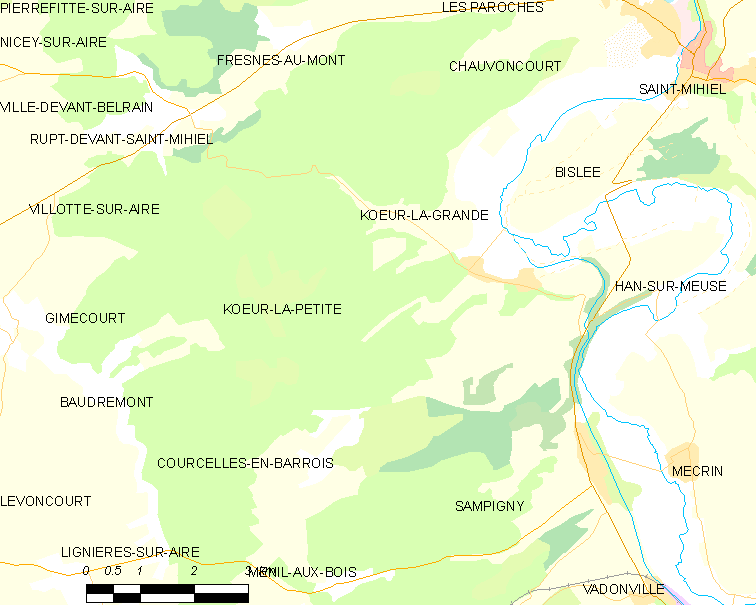
小克尔的OSM定位图

小克尔的时区为UTC+01:00、UTC+02:00（夏令时）。

## 行政
小克尔的邮政编码为55300，INSEE市镇编码为55264。

## 政治
小克尔所属的省级选区为默兹河畔迪约县。

## 人口

1962-2008年间小克尔人口变化图示

小克尔于2022年1月1日时的人口数量为254人。